# 803特大假币专案
“803”特大假币专案是中华人民共和国广东省公安厅在2012－2013年针对印制人民币伪钞的嫌疑犯的一次专项行动。这也是广东省10年来首次寻获的假币印刷胶片版源。

## 背景
在2009年的全国打击假币犯罪“09行动”专项行动中，广东警方虽然查获一批伪钞制作窝点，但未能查获胶片版源。2012年3月份，广东警方发现疑犯朱某在广州、揭阳等地贩卖假币。

## 经过
2012年8月3日，广东省公安厅召集广州、汕头、汕尾、揭阳等地的公安系统经侦负责人召开会议，成立“803”专案组，目标是查获假币胶片版源。
2012年9月，警方在疑犯朱某销售假人民币的活动中将其抓捕，查获两个印刷伪钞的窝点，缴获假人民币4000多万元。但是次行动没有找到印刷胶片的来源。
2012年11月，警方接获情报，曾为疑犯朱某部下的詹某和贵州省人士有500万元的伪钞交易，其上线郑某从9月份开始就进行频繁的交易活动。同年12月17日，广东警方在揭阳、东莞、深圳三个城市开展统一行动，发现郑姓嫌疑人伪造假币的地方，缴获成品及半成品一百元面额人民币伪钞7950万元。
2013年1月6日，警方得到疑犯准备交易假币胶片的线报。疑犯卓某已去过疑犯彭某的家里，民警判断卓某可能已经拿到胶片即将开始印刷。1月9日广东省公安厅向揭阳、汕尾两地的警方下令查找印钞地点，并寻获彭某的印钞地——揭阳一条省道旁边的一家家具商行。
2013年1月21日晚，公安部经侦局副局长刘文玺、广东省公安厅副厅长何广平在揭陽市公安局办公大楼召开会议，部署抓捕行动。
2013年1月22日凌晨5时30分，在专案指挥部的指挥下，揭阳、汕头、汕尾三地560多名警察同步展开抓捕，寻获假币制版胶片窝点和伪造假币窝点。在家具商行内，疑犯在里面制作了一间经过改装的假币印刷间。经搜查，内有半成品一百元面额假人民币7700余万元，在现场还查获了印刷机、晒版机、切纸机、油墨、纸张等制作伪钞的设备和原材料，其中还有半吨以上印上假人民币开窗线的烫金纸。疑犯怀疑用加工家具的油漆味掩盖住印制假币的油墨味，以防外人察觉，当时假钞还有一周左右时间就可以出货。警察又在现场找到了一套印制假币的胶片。
在汕头，警方在70多岁的疑犯彭某家中寻获晒版机、假币印制油墨、冠字号的小张胶片等设备和材料，彭某承认自己就是胶片制作人。

## 疑犯资料
疑犯彭某是汕头本地小有名气的画工，抓捕时已有72岁，在2009年的抓捕行动中已被警方关注。他多年前有制作假粮票和假10元人民币的前科，在其没有掌握电脑技术的背景下，用人手绘制出伪钞印刷胶片。疑犯卓某是印刷点的幕后大股东，他的儿子在2009年时因买卖假币被判刑。另一疑犯李某是另一股东，曾因制作伪钞被捕，2010年刑满释放。